# Prospalta contigua
Prospalta contigua är en fjärilsart som beskrevs av John Henry Leech 1900. Prospalta contigua ingår i släktet Prospalta och familjen nattflyn. Inga underarter finns listade i Catalogue of Life.